# Clovia penskyi
Clovia penskyi är en insektsart som beskrevs av Schmidt 1922. Clovia penskyi ingår i släktet Clovia och familjen spottstritar. Inga underarter finns listade i Catalogue of Life.